# David Abraham
David Ángel Abraham, född 16 juli 1986 i Chabás, är en argentinsk före detta fotbollsspelare. 

## Karriär
I januari 2021 återvände Abraham till Argentina för spel i Huracán de Chabás. I december 2021 meddelade Abraham att han avslutade sin fotbollskarriär.